# Ludford (Lincolnshire)
Pour les articles homonymes, voir Ludford.
Ludford est une paroisse civile et un village du Lincolnshire, en Angleterre.